# 傾向と対策
『傾向と対策』（けいこうとたいさく）はJeeptaの1枚目のアルバム。

## 内容
初のフルアルバムは紅一点であるドラムの青木奈菜子在籍及びインディーズ作品最後となった。石井卓、choroの単独編曲作品も1曲ずつ収録。初回盤のみ「心」のプロモーションビデオを収録したDVD付き。Jeeptaにとっては初のオリコンチャート入りを果たした作品である。1枚目のアルバム『シナリオ』に収録されていた「シナリオ」「旅路」「日々無情」のリテイクバージョンも収録。

## 批評
CDジャーナルは「彼らの音作りの多彩さがリアルに迫ってくる」と評した。

## 収録曲
1. 日々無情
作詞・作曲：石井卓　編曲：Jeepta
2. 心
作詞・作曲：石井卓　編曲：Jeepta
3. sorry
作詞：石井卓　作曲：choro・石井卓　編曲：Jeepta
4. human
作詞・作曲：石井卓　編曲：Jeepta
5. 六法全書
作詞：石井卓　作曲：choro・石井卓　編曲：Jeepta
6. 130
作曲・編曲：choro
7. 虹
作詞：石井卓　作曲：choro・石井卓　編曲：Jeepta
8. 旅路
作詞・作曲：石井卓　編曲：Jeepta
9. シナリオ
作詞・作曲：石井卓　編曲：Jeepta
10. 傾向と対策
作詞・作曲：石井卓　編曲：Jeepta
11. 夢に見たこと
作詞・作曲：石井卓　編曲：Jeepta
12. the present song
作詞・作曲・編曲：石井卓